# Santa Maria de la Serra de Rialb
Santa Maria de la Serra de Rialb és l'església parroquial del nucli de la Serra de Rialb, al municipi de la Baronia de Rialb (Noguera) que forma part de l'Inventari del Patrimoni Arquitectònic de Catalunya. Es troba a l'entranda del poble, al costat del cementiri. Al km. 7 de la carretera C-1412b (de Ponts a Tremp) hi ha el trencall (senyalitzat) que hi mena.

## Descripció

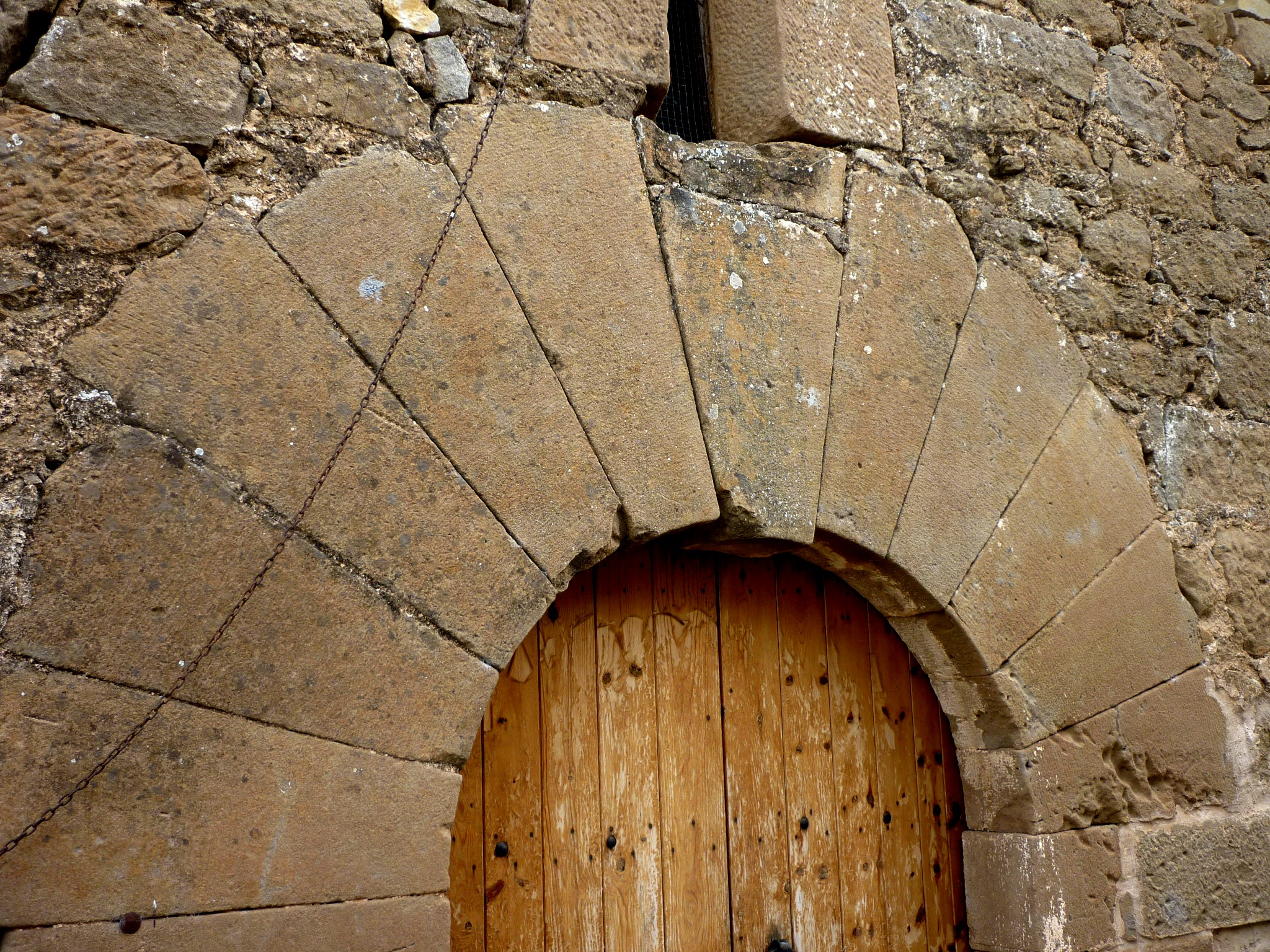
Porta adovellada

És una església de planta rectangular amb fossar adossat, en els costats de migdia i ponent. Tenia un afegit a la part de llevant que va ser enderrocat. La porta té unes grans dovelles que formen arc de mig punt, una finestra estreta a la part superior i al damunt una espadanya d'una obertura amb remats barrocs. Els nínxols del cementiri formen una agrupació historicista de nova construcció. L'any 1558 és la data més antiga que figura en les façanes dels pobles del s. XVI i XVIII.